# Liste der Monuments historiques in La Sommette
Die Liste der Monuments historiques in La Sommette führt die Monuments historiques in der französischen Gemeinde La Sommette auf.

## Liste der Objekte
| Bezeichnung     | Beschreibung | Standort                       | Kennzeichnung | Schutzstatus | Datum | Bild |
| --------------- | --- | ------------------------------ | ------------- | ------------ | ----- | ---- |
| Kanzel          | Holz, vergoldet, 18. Jahrhundert                                                                                           | in der Kirche St-Claude (Lage) | PM25001729    | Classé       | 1992  |      |
| Hauptaltar      | Altartisch, Tabernakel, Predella, Retabel und zwei Skulpturen; Holz, farbig gefasst und vergoldet, 18. und 19. Jahrhundert | in der Kirche St-Claude (Lage) | PM25001730    | Classé       | 1992  |      |
| Zwei Reliquiare | jeweils mit Konsole; Holz, vergoldet, 18. Jahrhundert                                                                      | in der Kirche St-Claude (Lage) | PM25002403    | Inscrit      | 1991  |      |